# Окалеја
Окалеја (грч. Ὠκάλεια) је у грчкој митологији била нимфа.

## Митологија
Била је Мантинејева кћерка и Абантова супруга, са којим је имала синове Акрисија и Прета, близанце, који су били у завади још док су били у материци. Многи аутори је поистовећују са Аглајом.